# 유니티 (영화)
《유니티》(영어: Unity)는 미국에서 제작된 숀 몬슨 감독의 2015년 다큐멘터리 영화이다. 2005년에 개봉한 몬슨의 《지구생명체》 속편이다. 케이시 애플렉 등이 해설을 맡았고, 멀리사 대니스 등이 제작에 참여하였다. 2017년에 연기에서 은퇴한 라이언 오닐의 마지막 영화 참여작이다.

## 해설
성 A-Z
- 케이시 애플렉
- 다이애나 에이그론
- 말린 오케르만
- 릭 앨런
- 패멀라 앤더슨
- 제니퍼 애니스턴
- 크리스틴 벨
- 판빙빙
- 엘런 버스틴
- 로즈 번
- 제시 카마이클
- 제시카 채스테인
- 디팍 초프라
- 코먼
- 데이비드 코퍼필드
- 마리옹 코티야르
- 포샤 더로시
- 엘런 디제너러스
- 데이비드 덜루이즈
- 에밀리 데이셔넬
- 닥터 드레이
- 미니 드라이버
- 앨리슨 이스트우드
- 조엘 에저턴
- 클레어 폴라니
- 조자 폭스
- 마이클 갬본
- 밸서자 게티
- 제프 골드블룸
- 설리나 고메즈
- 캐럴라인 구돌
- 매기 그레이스
- 에이드리언 그레니에이
- 마샤 게이 하든
- 베스 하트
- 륏허르 하우어르
- 토니 호크
- 리나 히디
- 메리얼 헤밍웨이
- 톰 히들스턴
- 미시 히긴스
- 앤젤리카 휴스턴
- 팜커 얀선
- 재뉴어리 존스
- 벤 킹즐리
- 클로리스 리치먼
- 애덤 러빈
- 이저벨 루커스
- 알린 마텔
- 레이턴 미스터
- 헬렌 미렌
- 모비
- 매슈 모딘
- 캐리앤 모스
- 제이슨 므라즈
- 올리비아 먼
- 에드워드 제임스 올모스
- 라이언 오닐
- 줄리아 오먼드
- 에런 폴
- 조 페리
- 호아킨 피닉스
- 프리다 핀토
- 매기 큐
- 마티외 리카르
- 미셸 로드리게스
- 제프리 러시
- 조이 살다나
- 수전 서랜던
- 리에브 슈라이버
- 네스터 서라노
- 어맨다 사이프레드
- 마틴 신
- 샘 사이먼
- 에이미 스마트
- 케빈 스페이시
- 마크 스트롱
- 캐서린 테이트
- 러렌즈 테이트
- 제니퍼 틸리
- 숀 투브
- 폴 왓슨
- 벤 위쇼
- 퍼자 화이트
- 크리스틴 위그
- 올리비아 와일드
- 안톤 옐친